# Jacques-Anne Lerebours de La Pigeonnière
Pour les articles homonymes, voir Lerebours.
Ne doit pas être confondu avec Paul Lerebours-Pigeonnière.
Jacques-Anne Lerebours de La Pigeonnière (2 novembre 1740, Saint-Hilaire-du-Harcouët - 10 août 1826, Saint-Hilaire-du-Harcouët), est un homme politique français.

## Biographie
Jacques-Anne Lerebours de La Pigeonnière est le fils de Jacques Lerebours et de Nicole Pitot. Il épouse Louise Charlotte Françoise de La Huppe.
Avocat au bailliage de Mortain au moment de la Révolution, il devient maire de Saint-Hilaire-du-Harcouët à l'organisation des municipalités, puis juge au tribunal de district de Mortain, et administrateur du département de la Manche. 
Le 10 septembre 1791, il est élu député du département à l'Assemblée législative. 
Après le 18 brumaire, il est appelé aux fonctions de juge de paix à Saint-Hilaire-du-Harcouët ; il exerce ces fonctions de 1793 à 1816.

## Sources
- « Jacques-Anne Lerebours de La Pigeonnière », dans Adolphe Robert et Gaston Cougny, Dictionnaire des parlementaires français, Edgar Bourloton, 1889-1891 [détail de l’édition]